# Resolució 1150 del Consell de Seguretat de les Nacions Unides
La Resolució 1150 del Consell de Seguretat de les Nacions Unides fou adoptada per unanimitat el 30 de gener de 1998.
Després de reafirmar totes les resolucions sobre Geòrgia, particularment la Resolució 1124 (1997), el Consell va prorrogar el mandat de la Missió d'Observació de les Nacions Unides a Geòrgia (UNOMIG) fins al 31 de juliol de 1998.
Tant Geòrgia com Abkhàzia van donar la benvinguda a la proposta del Secretari General Kofi Annan per enfortir la participació de les Nacions Unides en el procés de pau i un pla per a la seva implementació. A més, els drets humans havien de ser respectats per ambdues parts. Mentrestant, hi havia preocupació per la situació a la regió de Gali, a causa de l'ús de mines terrestres, crims, segrestos, assassinats i grups armats, que van interrompre la procés de pau i el retorn de refugiats.
El Consell de Seguretat va observar amb satisfacció que es van completar moltes de les bases per al procés de pau, però encara no s'han resolt aspectes importants del conflicte a Abkhàzia. Es va demanar un diàleg directe entre les parts i es va destacar la inacceptabilitat de canvis demogràfics derivats del conflicte i el retorn segur dels refugiats. Les activitats dels grups armats i l'establiment de mines a la regió de Gali van ser condemnades en la resolució, que també va demanar protecció al personal de la UNOMIG i la continuació de l'ajuda humanitària internacional.